# Bajan-Tala
Bajan-Tala (russisch Баян-Тала, tuwinisch Баян-Тала) ist ein Ort im  Dsun-Chemtschikskogo koschuune (Dzun-Khemchiksky District, Дзун-Хемчи́кский кожуун) in der Republik Tuwa im südlichen Sibirien. Er ist das Verwaltungszentrum und die einzige Siedlung des Bayan-Talinski-Sumon (Баян-Талинский сумон).

## Geographie
Der Ort liegt in den Auen der Flüsse Reka Chemtschik (Хемчик, Khemchik) und Tschadan (R. Chadan, Чадан (река)). Der Ort liegt am Südostufer des Flusses. Straßen verbinden ihn mit Tewe-Chaja (Теве-Хая, Teve-Khaya) im Süden und Ijme Kysyl-Tschira (Ийме Кызыл-Чира, Iyme Kyzyl-Chira) im Nordosten.

Im Umkreis liegen die Siedlungen Ak-Schat (Ак-Шат, Ak-Shat), Bulun-Terek (Булун-Терек), Duwuren (Дувурен, Duvuren), Kysyl-Chadyn (Кызыл-Хадын, Kyzyl-Khadyn), Oruktug-Saiyr (Оруктуг-Сайыр, Oruktug-Sayyr) und Syyn Tschuree (Сыын Чурээ, Syyn Chureeм).

### Wirtschaft
Es gibt nur Landwirtschaft und die Betriebe MUUP „BULUN-TEREK“ (МУУП «БУЛУН-ТЕРЕК». Anbau von Getreide und Hülsenfrüchten), „UGER“ (КФХ «УГЕР», Kolchose, Zucht von Schafen und Ziegen), „ULUG-TEI“ (СХК «УЛУГ-ТЕЙ», Sowchose, Zucht von Rindern).

## Persönlichkeiten
- Damba-Dorschu Sat (Дамба-Доржу Сат) Sängerin, Gründerin des Sayany-Ensembles («Саяны»), und des Ensembles von Kehlkopfgesangskünstlern „Tyva“ («Тыва»). Sie absolvierte die Bayan-Talin-Sekundarschule (Баян-Талинскую среднюю школу) und begann als Leiterin des Kulturhauses im Ort zu arbeiten.[3][4]
- Klara Burbuldejewna Dorschu (Доржу, Клара Бурбулдеевна) russische Philologin, Wissenschaftlerin, Kandidatin der philologischen Wissenschaften, Forscherin der tuwinischen Sprache, Dichterin. Bis zur 7. Klasse besuchte sie die weiterführende Schule in Bayan-Tala.[5]